# جغي سرحدي (غافروبارمون)
جغي سرحدي (بالفارسية: جگی سرحدی) هي قرية تقع في إيران في قسم غافروبارمون الريفي. يقدر عدد سكانها بـ 60 نسمة بحسب إحصاء 2016.